# Шелиг, Александер
Кай Александер Шелиг (нем. Alexander Szelig, 6 февраля 1966, Вердау, Саксония) — немецкий бобслеист, разгоняющий, выступавший за сборные ГДР и Германии в конце 1980-х — начале 2000-х годов. Участник четырёх зимних Олимпийских игр, чемпион Лиллехаммера, трёхкратный чемпион Европы.

## Биография
Александер Шелиг родился 6 февраля 1966 года в коммуне Вердау, земля Саксония. Выступать в бобслее на профессиональном уровне начал в 1988 году, в качестве разгоняющего присоединился к национальной команде и сразу же поехал защищать честь страны на Олимпийские игры в Калгари, где финишировал, однако, лишь восьмым. В 1990 году взял бронзу на чемпионате мира в швейцарском Санкт-Морице, приехав вторым в зачёте четвёрок, год спустя в той же дисциплине выиграл бронзу на мировом первенстве в Альтенберге.
Перед началом Олимпийских игр 1992 года в Альбервиле стал членом четырёхместного экипажа пилота Харальда Чудая, спортсмены стали партнёрами надолго, практически до конца карьеры соревновались на всех крупных турнирах вместе. Первую победу собравшаяся команда одержала на чемпионате Европы в Кёнигсзее, завоевав золото, а в Альбервиле, они хоть и ставили перед собой самые высокие задачи, финишировали только шестыми.
В 1994 году Александер Шелиг отправился соревноваться на Олимпийские игры в Лиллехаммер, от старой команды в составе остался только Чудай, тогда как два других разгоняющих были заменены Карстеном Браннашом и Олафом Хампелем. Их четвёрка финишировала с лучшим временем и завоевала тем самым золотые медали, причём швейцарский экипаж пилота Густава Ведера отстал всего лишь на 0,06 секунды. В 1995 году Шелиг занял третье место в зачёте четвёрок на чемпионате мира в Винтерберге и пополнил медальную коллекцию ещё одной бронзой, а также удостоился бронзовой медали на европейском первенстве в Альтенберге.
Не менее удачным для спортсмена оказался сезон 1997/98, когда он уже во второй раз стал победителем чемпионата Европы. В 1998 году ездил на Олимпийские игры в Нагано, где их с Чудаем четырёхместный боб разгоняли легкоатлет-десятиборец Торстен Восс и малоизвестный спринтер Штеффен Гёрмер. Команда, тем не менее, смогла подняться лишь до восьмого места. Впоследствии уже в 2001 году Шелиг выиграл третье золото чемпионата Европы и в 2002 очередную бронзу. Со временем спортсмену всё труднее и труднее становилось конкурировать с молодыми немецкими бобслеистами, и на Олимпиаду в Солт-Лейк-Сити его уже не взяли, поэтому вскоре принял решение завершить карьеру.